# Ulrich Zasius
Ulrich Zasius (ursprungligen Zäsi), född 1461 i Konstanz, död 24 november 1535 i Freiburg im Breisgau, var en tysk humanist och jurist.
Zasius verkade efter studier i Tübingen och Freiburg i skilda anställningar i Konstanz och i Freiburg, vid vars universitet han under en lång följd av år med stor berömmelse föreläste rättsvetenskap. Inom denna vetenskap är han den förste tyske författare, som står på självständig grund; hans forskning stöder sig omedelbart på rättskällorna. 
Zasius intresse för reformationen förde honom till en viss sympati för Martin Luther, från vilken han dock senare bestämt tog avstånd. Han undgick emellertid ej att få sina arbeten uppförda på den romersk-katolska kyrkans "Index librorum prohibitorum". Efter Zasius död har hans samlade arbeten (på latin) utgetts i flera upplagor.